# جان ورای
جان ورای (انگلیسی: John Wray؛ ۱۳ فوریهٔ ۱۸۸۷ – ۵ آوریل ۱۹۴۰) یک هنرپیشه اهل ایالات متحده آمریکا بود.
از فیلم‌ها یا برنامه‌های تلویزیونی که وی در آن نقش داشته است می‌توان به بر باد رفته، در جبهه غرب خبری نیست، آقای دیدز به شهر می‌رود، شهرک پسرها، فراری از گروه مجرمان، دکتر ایکس اشاره کرد.